# Tom McCamus
Thomas «Tom» McCamus (Winnipeg, 25 de julio de 1955) es un actor canadiense de cine, teatro y televisión. Ha participado en series como Mutant X y películas como Room.

## Biografía
McCamus nació en Winnipeg, Manitoba, Canadá, y se crio en London, Ontario desde los diez años, después de que su familia se mudara al campo. Mientras asistía a la escuela secundaria Oakridge de London, McCamus se interesó por el teatro y asistió a la escuela de arte dramático de la Universidad de Windsor.

## Carrera profesional
Su debut cinematográfico se produjo en la peculiar comedia de viajes en el tiempo del director Paul Donovan, Norman's Awesome Experience, también conocida como A Switch in Time (1989). En 1991, McCamus obtuvo elogios de la crítica por su papel de paciente mental en el drama histórico Beautiful Dreamers.
El papel de McCamus como el actor en apuros Henry Adler en I Love a Man in Uniform (1993), dirigida por David Wellington, lo llevó a ganar el Premio Genie al Mejor Actor. McCamus ha sido nominado al premio Genie en dos ocasiones desde entonces, por Long Day's Journey into Night (1996), también dirigida por Wellington, en la que McCamus retomó su exitosa actuación como Edmund Tyrone del Festival de Stratford, y por la nominada al Oscar The Sweet Hereafter (1997), dirigida por Atom Egoyan.
McCamus llamó la atención de una audiencia más amplia interpretando al villano Mason Eckhart en la serie de Marvel TV Mutant X. Aunque McCamus demostró ser lo suficientemente popular como para aparecer en todos los episodios de la primera temporada, algo que no estaba planeado originalmente, abandonó el programa para interpretar a Richard III y Mack the Knife en el Festival de Stratford. Solo regresó a Mutant X para hacer apariciones ocasionales en la segunda y tercera temporada.
McCamus protagonizó la película de CBC Waking Up Walter: The Walter Gretzky Story (2005) como el famoso padre del hockey Walter Gretzky, la producción canadiense Shake Hands with the Devil (2007) y la miniserie de Ken Finkleman At the Hotel (2006).
En 2010 apareció en Stratford como el Capitán Hook en Peter Pan y como Valmont en Dangerous Liaisons. Reapareció en Stratford en 2016, y luego en 2018 con la obra Napoli Millonaria! de Antoni Cimolino, donde interpretó a Gennaro.
Apareció en la última temporada de Street Legal (2019) de CBC en un papel secundario.

### Vida personal
McCamus está casado con la actriz de teatro y televisión Chick Reid. Viven en Warkworth, Ontario.

## Filmografía seleccionada
| Año       | Título                               | Rol                        | Notas                                     |
| --------- | ------------------------------------ | -------------------------- | ----------------------------------------- |
| 1987      | And Then You Die                     | Jimmy                      |                                           |
| 1988      | Norman's Awesome Experience          | Norman                     |                                           |
| 1988-1989 | Friday the 13th: The Series          | Frank Edwards              | 2 episodios                               |
| 1990      | Beautiful Dreamers                   | Leonard Thomas             |                                           |
| 1993      | I Love a Man in Uniform              | Henry Adler                |                                           |
| 1993      | Guilty as Sin                        | Ray Schiff                 |                                           |
| 1994      | The Circle Game                      | Frank                      |                                           |
| 1996      | Great Performances                   | Edmund Tyrone              | Episodio: "Long Day's Journey into Night" |
| 1997      | The Sweet Hereafter                  | Sam                        |                                           |
| 1997      | Bach Cello Suite #6: Six Gestures    | J.S. Bach                  |                                           |
| 1998      | Last Night                           | Radio D.J.                 | Voz                                       |
| 1999      | The Passion of Ayn Rand              | Richard                    | Película para televisión                  |
| 2000      | The Spreading Ground                 | Johnny Gault               |                                           |
| 2000      | Possible Worlds                      | George Barber              |                                           |
| 2000      | The Claim                            | Burn                       |                                           |
| 2000      | Foreign Objects                      |                            | Serie de televisión                       |
| 2001      | Century Hotel                        | Nicholas                   |                                           |
| 2001-2004 | Mutant X                             | Mason Eckhart              | 27 episodios                              |
| 2002      | Steal                                | Jerry                      |                                           |
| 2002      | The Nature of Nicholas               | Padre                      |                                           |
| 2002      | erfect Pie                           | Don Rayford                |                                           |
| 2003      | Trinity                              | Dr. Clerval                |                                           |
| 2003      | The Newsroom                         | Bob Daniels                | Episodio: "Death 1, George 0"             |
| 2004      | Confessions of a Teenage Drama Queen | Calum                      |                                           |
| 2004      | Ginger Snaps Back: The Beginning     | Wallace Rowlands           |                                           |
| 2004      | Siblings                             | Mr. Phillips               |                                           |
| 2005      | Black Widow                          | Detective Pressman         |                                           |
| 2007      | Shake Hands with the Devil           | Phil Lancaster             |                                           |
| 2008      | Killshot                             | Paul Scallen, jefe del FBI |                                           |
| 2009      | Cairo Time                           | Mark                       |                                           |
| 2012      | The Samaritan                        | Deacon                     |                                           |
| 2014-2015 | Orphan Black                         | Dr. Nealon                 | 7 episodios                               |
| 2015      | King John                            | King John                  |                                           |
| 2015      | Antony and Cleopatra                 | Enobarbus                  |                                           |
| 2015      | Room                                 | Leo                        |                                           |
| 2019      | The Tempest                          | Stephano                   | [ 14 ]                                    |
| 2019      | Coriolanus                           | Menenius Agrippa           |                                           |
| 2019      | Street Legal                         | Reverendo James Darling    | [ 12 ]                                    |